# 빅 킹
빅 킹(Big King) 샌드위치는 국제적인 패스트푸드 식당 버거킹이 판매하는 주요 햄버거 제품 가운데 하나로, 20년 이상 메뉴의 일부로 남아있다. 2019년 3월 기준으로 미국에서 1997년 빅 킹 XL 방식으로 판매된다. 1996~1997년 시험 단계 기간 중 더블 슈프림(Double Supreme)이라는 이름으로 불리면서 3개의 피스롤이 들어가는 맥도날드의 빅맥과 비슷하게 구성되었다. 1997년 제품 시험 후반에 더 표준적인 더블 버거로 재정립되었다. 1997년 9월 현재의 이름으로 공식화되었으나 전통적인 더블 치즈버거 형태는 그대로 유지하고 있다.
지금은 미국 시장의 메뉴에서 수년 간 빠져있지만 이 제품은 각기 다른 이름으로 다른 여러 국가에서 현재도 판매되고 있다. 한 예로, BK의 유럽 지사가 판매하는 더 큰 샌드위치 버전인 빅 킹 XXL(Big King XXL)은 와퍼 샌드위치에 기반을 둔 제품이다. 빅 킹 XXL은 BK XXL 계열의 더 큰 더블 치즈버거의 한 계열이다.
미국과 캐나다에서는 치킨판 샌드위치도 존재하였다.

## 같이 보기
- 와퍼